# Reacție SN1
Reacția SN1, cu denumirea completă de reacție de substituție nucleofilă monomoleculară, este un tip de reacție de substituție nucleofilă, în care etapa determinantă de viteză este monomoleculară. Astfel, se consideră că reacția are o cinetică de ordinul întâi, iar viteza de reacție depinde doar de concentrația substratului electrofil. În timpul reacției are loc formarea unui intermediar carbocationic, fiind astfel specifică pentru resturile organice terțiare și uneori secundare (de exemplu, compuși halogenați terțiari și secundari în mediu puternic bazic sau la alcooli terțiari și secundari în mediu acid).

## Mecanism
Se va considera ca exemplu reacția SN1 de hidroliză a bromurii de terț-butil, cu formarea de terț-butanol (alcool terț-butilic):
Se poate considera că mecanismul acestei reacții SN1 are trei etape:
- Formarea unui carbocation de terț-butil prin eliminarea unui anion bromură de la atomul de carbon: această etapă este lentă și reversibilă.[3]

Reacția carbocationului cu nucleofilul (apa)

- Atacul nucleofil: carbocationul reacționează cu specia nucleofilă. Dacă nucleofilul este o moleculă neutră (de exemplu, un solvent), va mai urma și o a treia etapă de reacție. În cazul apei, intermediarul este ionul oxoniu. Această etapă de reacție este rapidă.

- Deprotonarea: eliminarea unui proton din nucleofilul protonat în prezența apei, cu formarea alcoolului și a ionului hidroniu. Această etapă este rapidă.

## Stereochimie
Intermediarul carbocationic ce se formează în etapa determinantă de viteză are un atom de carbon hibridizat sp2, ce prezintă o geometrie moleculară trigonal-planară. Datorită acestei geometrii, atacul nucleofil poate avea loc din două parți față de planul moleculei. Dacă niciuna dintre poziții nu este favorizată, atunci atacul nucleofil are loc în cantitate egală în ambele poziții la centrul prostereogen, ceea ce conduce la formarea unui amestec racemic al enantiomerilor. Se poate spune astfel că are loc racemizarea. De exemplu, în reacția SN1 ilustrată mai jos (dintre S-3-cloro-3-metilhexan și un ion iodură) se obține un amestec racemic de 3-iodo-3-metilhexan:

## Reacții secundare
Două reacții secundare care pot concura cu substituția nucleofilă sunt reacțiile de eliminare și transpozițiile carbocationului. De aceea, trebuie alese condițiile de reacție și solvenții cât mai buni, pentru a evita aceste reacții, din care se pot obține produși nedoriți.

### Competiția cu eliminarea
Dacă reacția are loc în condiții de temperatură ridicată, va fi favorizată reacția de eliminare monomoleculară (E1), formându-se o alchenă. Chiar și la temperaturi mai scăzute (la rece), alchena se formează în cantitate minimă.
Dacă se utilizează un nucleofil care este o bază tare (ion hidroxid, metoxid), atunci mecanismul va avea loc în favoarea reacției de eliminare bimoleculară (E2), din nou formându-se o alchenă.